# Iodopleura isabellae
Iodopleura isabellae е вид птица от семейство Tityridae.

## Разпространение
Видът е разпространен в Боливия, Бразилия, Венецуела, Еквадор, Колумбия и Перу.